# 183288 Eyer
183288 Eyer è un asteroide della fascia principale. Scoperto nel 2002, presenta un'orbita caratterizzata da un semiasse maggiore pari a 2,3550555 UA e da un'eccentricità di 0,2080902, inclinata di 6,12820° rispetto all'eclittica.